# Narona

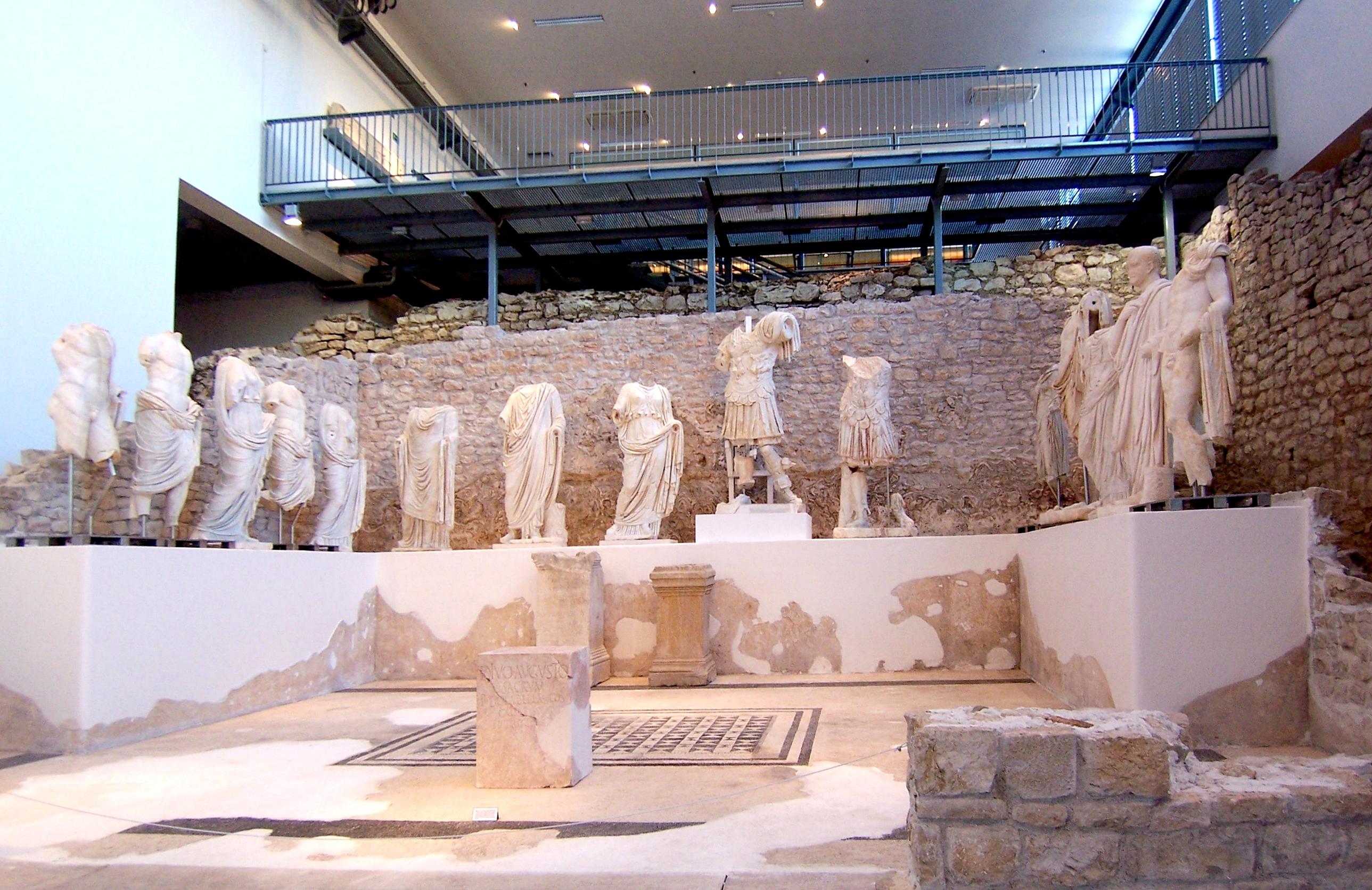
Ruiny rzymskiego miasta Narona

Narona (łac. Diocesis Naronensis) – stolica historycznej diecezji w Dalmacji Inferiore istniejącej do XVI wieku. Sufragania również historycznej archidiecezji Salona, współcześnie miejscowość Vid w pobliżu miasta Metković w Chorwacji. Obecnie katolickie biskupstwo tytularne. 

## Biskupi tytularni
| Lp. | Biskup                  | Funkcja                                 | Od                   | Do               |
| --- | ----------------------- | --------------------------------------- | -------------------- | ---------------- |
| 1   | Leo Pietsch             | biskup pomocniczy Graz-Seckau (Austria) | 27 sierpnia 1948     | 30 września 1981 |
| 2   | John Bulaitis           | nuncjusz apostolski                     | 21 listopada 1981    | 25 grudnia 2010  |
| 3   | Helmut Dieser           | biskup pomocniczy Trewiru (Niemcy)      | 24 lutego 2011       | 23 września 2016 |
| 4   | Heriberto Cavazos Pérez | biskup pomocniczy Monterrey (Meksyk)    | 31 października 2016 |                  |